# Jugendaktion Natur- und Umweltschutz Niedersachsen
JANUN e. V. (Abkürzung für Jugendaktion Natur- und Umweltschutz Niedersachsen eingetragener Verein) ist ein landesweites Netzwerk der Jugendverbände, Jugendumweltbüros, Projektwerkstätten und freien Gruppen im Natur- und Umweltschutz in Niedersachsen und als solches in Deutschland einzigartig. Der Zusatz Jugendumweltnetzwerk Niedersachsen wird seit Ende der 1990er Jahre verwendet.

## Geschichte
Gegründet wurde der Verein Ende der 1980er Jahre. In dieser Zeit wurde innerhalb der Jugendumweltbewegung diskutiert, die bestehenden Verbände BUNDjugend und NAJU in ein gemeinsames Netzwerk der Jugendumweltverbände zu überführen, zuerst durch eine gemeinsame Arbeitsgemeinschaft, dann durch die Gründung eines eigenen Vereins. Unter den Mitbegründern war auch der spätere Mitbegründer von Attac Deutschland, Sven Giegold.
Seit dem 18. Juli 1990 ist das Netzwerk als Verein eingetragen und als gemeinnützig anerkannt. Der Verein ist Mitglied im Landesjugendring Niedersachsen und als Träger der politischen Erwachsenenbildung, der außerschulischen Jugendbildung und der freien Jugendhilfe anerkannt.
Die Gründungsverbände sind die Naturschutzjugend Niedersachsen, der BUNDjugend Niedersachsen, und Deutscher Jugendbund für Naturbeobachtung, Distrikt Niedersachsen.
Bei der Gründung des Vereins gab es drei Beweggründe. Die Jugendarbeit für und mit Jugendlichen sollte kostenlos ermöglicht werden, die Organisation sollte basisdemokratisch sein und der Verband musste in das Vereinsrecht passen.

## Struktur
Der Verein gliedert sich in 20 Mitglieder und Projektgruppen. Das Landesjugendbüro (LaJuBü) übernimmt die koordinierende Funktion, Gruppenbegleitung und Verwaltung. Dabei wird die Ausrichtung der Arbeit durch den Koordinationsrat (KoRa) beschlossen, an dem Vertreter der Mitglieder- und Projektgruppen regelmäßig teilnehmen. Durch die basisdemokratische Ausrichtung steht der KoRa allen Aktiven offen, da alle Jugendlichen Rede- und Stimmrecht besitzen. In der Regel wird in den Sitzungen des KoRa auf Abstimmungen verzichtet und Entscheidungen im Konsens gesucht.
Der Brüter ist der Vorstand von JANUN und trifft neben der Besprechung von neuen Aktionsideen und Projekten die formalen Entscheidungen um Personal und Finanzen. Die Sitzungen sind offen, sodass alle bei wichtigen Entscheidungen mitwirken können. Auf der Delegiertenversammlung des Januar-KoRa wird der Brüter jährlich aus den Vertretern der Gruppen gewählt.
Neben den drei Landesbüros in Hannover, Lüneburg und Oldenburg gibt es zusätzlich noch Regionalbüros in Hannover und Göttingen, die selbst Teil des Netzwerkes sind. Die Regionalbüros stellen eine lokale Ebene des landesweiten Netzwerkes dar und sind ein kleines Netzwerk aus örtlichen Projekt- und Mitgliedsgruppen und vertreten diese im jeweiligen Stadtjugendring.

## Themen
Die thematische Ausrichtung reicht vom klassischen Naturschutz über Umweltaktivismus (wie das Engagement gegen die CASTOR-Transporte und Biopiraterie) bis zu  Globalisierungs- und Konsumkritik und Tierwohl. Jährlich findet das JA!NUN festival (früher „Herbstspektakel“) statt, ein niedersachsenweites Jugendumweltfestival, das mit einem thematischen Schwerpunkt allen Interessierten offensteht.
Eine Auswahl der Projektgruppen:
- Garten-, Solidarische Landwirtschaft- oder Permakulturprojekte wie Allmende, SoLaWiese, Ökoscouts, Essbarer Waldgarten (JANUN Göttingen)
- AK Tierrechte – organisiert unter anderem Kampagnen gegen den Geflügelschlachthof Wietze als größte Hühnerschlachtanlage Europas in Wietze
- BUNDjugend Niedersachsen
- Naturschutzjugend Niedersachsen
- Deutsche Jugendbund für Naturbeobachtung

Projekte des Landesbüros:
- JA!NUN festival – eine ehrenamtliche, offene Planungsgruppe organisiert einmal jährlich das 3-tägige Festival
- Projekt F – Freiwillige werden dabei unterstützt, eigene gesellschaftspolitisch relevante Projekte durchzuführen
- AK Macht.kritisch – Arbeitskreis zu diskriminierungssensiblen Ausrichtung des Netzwerkes
- Prävention sexualisierter Gewalt
- Wimmelbilder – Bildungsmaterial zu den Themen „Klima und Flucht“, „Ernährung“ und „Queeres Gewimmel“
- regelmäßige Juleica Ausbildungen

## Partizipationsmöglichkeiten
- Freiwilliges Ökologisches Jahr[6]
- Offener Vorstand (Brüter)[7]
- Praktika[8]
- Mitarbeit in Mitglieds- oder Projektgruppen
- Koordinationsrat (KoRa)